# Potâmio (prefeito augustal)
Potâmio (em latim: Potamius) foi um oficial romano do final do século IV, ativo durante o reinado do imperador Teodósio I (r. 378–395). Segundo uma série de leis preservadas no Código de Teodósio datadas entre 5 de maio e 30 de julho de 392, Potâmio foi prefeito augustal do Egito.